# Guillaume Brune
Guillaume Anne Marie Brune, född 13 mars 1763, död 2 augusti 1815, var en fransk militär.
Brune var vid franska revolutionens början verksam som journalist i Paris och stod i nära förbindelse med Danton. År 1791 inträdde han i armén, blev redan 1793 generaladjutant och överste, deltog 1795 i kuvandet av Vendémiaire-upproret och sändes 1796 till Italien. Här utmärkte sig Brune särskilt vid Rivoli och blev generallöjtnant 1797. År 1798 grundade Brune i Schweiz Helvetiska republiken, 1799 slog han de i Holland landstigna engelsmännen samt bidrog därpå till återställandet av lugnet i västra Frankrike. Efter slaget vid Marengo kommenderade Brune med framgång i Italien och var 1802-1805 ambassadör i Konstantinopel. År 1804 utnämndes han till fältmarskalk, och fick i början av 1807 befälet över de trupper, som opererade mot svenskarna, och intog Pommern samt slöt med Johan Christopher Toll en kapitulation 7 september 1807, varigenom svenska armén utrymde Rügen men fritt fick återvända till Sverige. Vid ett sammanträffande, som Brune haft med Gustav IV Adolf i Schlatkow nära Anklam och där kungen försökt vinna Brune för bourbonerna, väckte emellertid Napoleon I:s misstankar. Detta i kombination med Brunes försumlighet att upprätthålla kontinentalblockaden bragte honom i onåd hos Napoleon, och han måste dra sig tillbaka till privatlivet. År 1814 hyllade Brune Ludvig XVIII men slöt sig under de hundra dagarna till Napoleon och fick av honom befälet i det rojalistiska södra Frankrike. Fastän Brune inte syns ha gått särskilt hårt fram och efter Waterloo valde att kapitulera, var förbittringen mot honom stark, och på väg till Paris mördades han av en rojalistisk pöbel. Brune har i allmänhet setts som en duglig militär och aktningsvärd människa och var respekterad även av sina fiender.